# IC 2069
IC 2069 је ознака објекта на координатама са ректансцензијом 4h 25m 56,0s и деклинацијом - 48° 12" 30'. Открио га је Делајл Стјуарт, 1899. године. Каснијим посматрањима на том положају није уочен никакав астрономски објекат.